# Jean Liefooghe
Jean Liefooghe (15 augustus 1925, Mesen - 23 januari 2008, Ieper) was een Belgische politicus. Hij was burgemeester van Mesen.

## Biografie
Liefooghe werd in 1977 schepen in Mesen. Hij bleef dit tot 1987, toen hij als liberaal burgemeester werd van Mesen in opvolging van Julien Duflo. Hij bleef burgemeester tot hij eind maart 2002 tijdens de legislatuur het burgemeesterschap doorgaf aan partijgenoot Sandy Evrard. Daarna bleef hij nog tot maart 2003 gemeenteraadslid.
Na een ziekte overleed hij in 2008 in het Jan Ypermanziekenhuis in Ieper.